# 庫柏鷹
庫柏鷹（Accipiter cooperii），外號雞鷹，是一種原生於北美洲的中型鷹，從加拿大南部到墨西哥北部均去找到牠們的身影。與一般的鳥類一樣，雄鳥的體型較雌鳥小；而在密西西比河以東的體型普遍較在河以西的為大。

## 分類
庫柏鷹最早由法国博物学家和鸟类学家夏尔·吕西安·波拿巴於1828年描述。牠是鷹屬的一個品種。庫柏鷹命名自美國紐約自然史學苑（即後來的紐約科學院的前身）的創辦人、貝殼學家威廉·庫柏。庫柏鷹其他常見的名稱有：雞鷹、Big Blue Darter、墨西哥鷹、Quail Hawk、Striker及Swift Hawk等。

## 延伸閱讀
- Sibley, David. . Knopf. 2000: 112–113. ISBN 0-679-45122-6.
- . ITIS.   [22 February 2009].They are very dome.

## 外部連結
- Cooper's Hawk Species Account （页面存档备份，存于） – Cornell Lab of Ornithology
- Cooper's Hawk （页面存档备份，存于） – USGS Patuxent Bird Identification InfoCenter
- Cooper's Hawk Information and Photos （页面存档备份，存于） – South Dakota Birds and Birding
- Cooper's Hawk Wing & Weight data （页面存档备份，存于）
- 飞行中的库柏鹰的图片 （页面存档备份，存于）